# LGA 1156
LGA 1156 o Socket H, es un zócalo de CPU, compatible con microprocesadores Intel de la microarquitectura Nehalem y Westmere.

## Visión general
LGA 1156 sustituye a LGA 775 (Socket T). Tiene 1156 superficies conductoras LGA incorporadas en el socket que hacen contacto directamente con los pads chapados en oro del microprocesador.
LGA 1156 es muy diferente de LGA 775. Los Procesadores LGA 775 estaban conectados a un puente norte con el bus frontal. Con LGA 1156, las funciones que tradicionalmente eran de un puente norte se han integrado en el procesador.
El socket LGA 1156 permite las siguientes conexiones que se realizará mediante el procesador con el resto del sistema:
- PCI-Express 2.0 x16 para la comunicación con una tarjeta gráfica. Algunos procesadores permiten que esta conexión esté dividida en dos carriles x8 para conectar dos tarjetas gráficas. Algunos fabricantes de placas base usan Nvidia NF200, un chip para permitir utilizar aún más tarjetas gráficas.
- DMI para la comunicación con el concentrador controlador de la plataforma . Este consiste en una tarjeta PCI-Express 2.0 x4 conexión.
- Dos canales para la comunicación con la memoria SDRAM DDR3. La velocidad de reloj de la memoria que con el apoyo dependerá del procesador.

### Procesadores soportados
| Nombre clave     | Nombre clave | Nombre de marca | Modelo (lista) | Frecuencia    | Núcleos/Hilos | Velocidad máxima de memoria |
| ---------------- | ------------ | --------------- | -------------- | ------------- | ------------- | --------------------------- |
| Nehalem (45 nm)  | Lynnfield    | Core i5         | i5-7xx         | 2.66–2.8 GHz  | 4/4           | DDR3-1333                   |
| Nehalem (45 nm)  | Lynnfield    | Core i7         | i7-8xx         | 2.8–3.07 GHz  | 4/8           | DDR3-1333                   |
| Nehalem (45 nm)  | Lynnfield    | Xeon            | L34xx          | 1.86 GHz      | 4/4 o 4/8     | DDR3-1333                   |
| Nehalem (45 nm)  | Lynnfield    | Xeon            | X3450          | 2.4–3.07 GHz  | 4/4 o 4/8     | DDR3-1333                   |
| Westmere (32 nm) | Clarkdale    | Celeron         | G1xxx          | 2.26 GHz      | 2/2           | DDR3-1066                   |
| Westmere (32 nm) | Clarkdale    | Pentium         | G6xxx          | 2.80 GHz      | 2/2           | DDR3-1066                   |
| Westmere (32 nm) | Clarkdale    | Core i3         | i3-5xx         | 2.93–3.33 GHz | 2/4           | DDR3-1333                   |
| Westmere (32 nm) | Clarkdale    | Core i5         | i5-6xx         | 3.2–3.6 GHz   | 2/4           | DDR3-1333                   |
| Westmere (32 nm) | Clarkdale    | Xeon            | L34xx          | 2.0–2.27 GHz  | 2/4           | DDR3-1066                   |

### Chipsets compatibles
Los chipsets de escritorio que soporta LGA 1156 son los H55, H57, P55 y Q57 de Intel. Los chipsets de servidores que soportan este tipo de socket son el 3400, 3420 y 3450 de Intel.

## Historia

### Predecesor

#### LGA 775
LGA 775 o Socket T, es un zócalo de CPU, compatible con microprocesadores Intel Pentium 4 e Intel Core 2.

### Sucesor

#### LGA 1155
LGA 1155 o Socket H2, es un zócalo de CPU, compatible con microprocesadores Intel de la microarquitectura Sandy Bridge e Ivy Bridge.

## Otros sockets
En servidores LGA 1366 (Socket B) sustituye a LGA 771 (Socket J).